# Berliner Ringbahn
| | |                                                                             |                                                                             |
| Streckennummer (DB): | 6020 (S-Bahn) 6170 (Fern- und Gütergleise) |                                                                             |                                                                             |
| Kursbuchstrecke (DB): | 200.41, 200.42 |                                                                             |                                                                             |
| Kursbuchstrecke: | 95 (1934) 95b (Südkreuz [alt: Papestraße] – Halensee 1934) 95c (Ostkreuz – Halensee 1934) 95d (Westend – Ostkreuz – Südkreuz [alt: Papestraße] 1934) 95e (Westend – Ostkreuz 1934) 98b (Neukölln – Bundesplatz [alt: Wilmersdorf-Friedenau] 1934) 98c (Westend – Treptower Park [alt: Treptow] 1934) 100 (1946) 100a (Neukölln – Hermannstraße 1946) |                                                                             |                                                                             |
| Spurweite: | 1435 mm (Normalspur) |                                                                             |                                                                             |
| Stromsystem: | S-Bahn: 750 V = |                                                                             |                                                                             |
| Stromsystem: | Berlin-Moabit – Berlin Treptower P Strw Berlin-Halensee Nordkopf – Berlin-Moabit 15 kV, 16,7 Hz ~ |                                                                             |                                                                             |
| | |                                                                             |                                                                             |
| \| \| \| (weiterer Streckenverlauf s. u.) \| \| \| \| 36,90,0 \| Berlin-Moabit \| Berlin-Moabit \| \| \| \| nach HuL Umschlagbf / Berlin Westhafen \| \| \| \| 0,7 \| Berlin Westhafen \| \| \| \| \| nach Berlin Hbf, S21 (geplant) \| \| \| \| 1,1 \| Moabit Ost (Bft) \| Moabit Ost (Bft) \| \| \| \| Berlin-Spandauer Schifffahrtskanal \| \| \| \| \| von Berlin Hbf, S21 (geplant) \| \| \| \| 2,3 \| Berlin-Wedding Abzw \| Berlin-Wedding Abzw \| \| \| 2,5 \| Berlin-Wedding \| \| \| \| \| Panke \| \| \| \| \| von Berlin Nordbahnhof \| \| \| \| 4,2 \| Berlin Gesundbrunnen \| \| \| \| \| ehemalige Grenze West-Berlin/Ost-Berlin \| \| \| \| \| von/nach Bernau, von/nach Oranienburg \| \| \| \| 5,8 \| Berlin Schönhauser Allee \| \| \| \| 6,8 \| Berlin Prenzlauer Allee \| Berlin Prenzlauer Allee \| \| \| 7,8 \| Berlin Greifswalder Straße \| Berlin Greifswalder Straße \| \| \| 9,4 \| Berlin Landsberger Allee \| Berlin Landsberger Allee \| \| \| \| (Überwerfungsbauwerk) \| \| \| \| 10,4 \| Berlin Storkower Straße \| Berlin Storkower Straße \| \| \| 11,7 \| Berlin Frankfurter Allee \| \| \| \| \| von und nach Berlin-Lichtenberg \| \| \| \| \| nach Berlin Warschauer Straße (bis 2006) \| \| \| \| 13,2 \| Berlin Ostkreuz Ostbahn, Frankfurter Bahn \| Berlin Ostkreuz Ostbahn, Frankfurter Bahn \| \| \| \| von Berlin Warschauer Straße \| \| \| \| \| Spree \| \| \| \| 14,3 \| Berlin Treptower Park \| Berlin Treptower Park \| \| \| \| Berlin Treptower Park Strw \| \| \| \| \| nach Berlin-Baumschulenweg (Fernbahn und S-Bahn) \| \| \| \| \| Bahnstrecke Berlin–Görlitz \| \| \| \| \| ehemalige Grenze Ost-Berlin/West-Berlin \| \| \| \| \| ehem. vom Görlitzer Bahnhof \| \| \| \| 15,7 \| Berlin-Treptow Gbf (Ortsstellbereich; zu Neukölln Gbf) \| Berlin-Treptow Gbf (Ortsstellbereich; zu Neukölln Gbf) \| \| \| \| Industriebahn Berlin \| \| \| \| \| Neuköllner Schifffahrtskanal \| \| \| \| 16,5 \| Berlin Sonnenallee \| Berlin Sonnenallee \| \| \| \| von Berlin-Baumschulenweg \| \| \| \| 17,7 \| Berlin-Neukölln \| \| \| \| 18,5 \| Berlin Hermannstraße \| \| \| \| \| provisorische Ladestelle an der Oderstraße \| \| \| \| \| NME nach Berlin-Rudow \| \| \| \| 21,9 \| Berlin-Tempelhof \| \| \| \| \| nach Berlin-Mariendorf \| \| \| \| 22,51022,522 \| Kilometersprung −0,012 km \| Kilometersprung −0,012 km \| \| \| \| \| \| \| \| 23,2 \| Berlin Südkreuz Anhalter Bahn, Anhalter Vorortbahn, Dresdener Bahn \| Berlin Südkreuz Anhalter Bahn, Anhalter Vorortbahn, Dresdener Bahn \| \| \| \| \| \| \| \| \| von Marienfelde über Tempelhof Rbf \| \| \| \| \| \| \| \| \| 23,9 \| Abzw Vdp nach Berlin Potsdamer Ringbf und nach Berlin-Schöneberg Betriebsbf \| Abzw Vdp nach Berlin Potsdamer Ringbf und nach Berlin-Schöneberg Betriebsbf \| \| \| \| \| \| \| \| 24,4 \| Abzw Vp von Berlin Potsdamer Ringbf \| Abzw Vp von Berlin Potsdamer Ringbf \| \| \| \| ehem. Stammbahn \| \| \| \| \| \| \| \| \| 24,6 \| Berlin-Schöneberg (seit 1. März 1933) Wannseebahn \| Berlin-Schöneberg (seit 1. März 1933) Wannseebahn \| \| \| \| \| \| \| \| \| Berlin Ebersstraße (bis 1. März 1933) \| \| \| \| 25,3 \| Berlin Innsbrucker Platz \| \| \| \| 25,5 \| Berlin-Wilmersdorf Gbf \| Berlin-Wilmersdorf Gbf \| \| \| 26,1 \| Berlin Bundesplatz \| \| \| \| 27,4 \| Berlin Heidelberger Platz \| \| \| \| 28,6 \| Berlin Hohenzollerndamm \| Berlin Hohenzollerndamm \| \| \| 29,7 \| Berlin-Halensee \| Berlin-Halensee \| \| \| \| Berlin-Halensee Südkopf \| \| \| \| \| nach Berlin-Grunewald (Gütergleis) \| \| \| \| \| nach Berlin-Charlottenburg \| \| \| \| \| von Charlottenburg nach Wannsee und Spandau \| \| \| \| 30,4 \| Berlin Westkreuz Berlin–Blankenheim \| Berlin Westkreuz Berlin–Blankenheim \| \| \| \| von Berlin-Charlottenburg (bis 1944) \| \| \| \| \| von Berlin-Grunewald (und Messegelände) \| \| \| \| \| Berlin-Halensee Nordkopf \| \| \| \| 31,2 \| Berlin Messe Nord/ZOB \| \| \| \| 32,4 \| Berlin-Westend \| Berlin-Westend \| \| \| \| nach Berlin-Spandau \| \| \| \| \| (Überwerfungsbauwerk) \| \| \| \| \| von Berlin-Spandau \| \| \| \| \| von Berlin-Gartenfeld (bis 1980) \| \| \| \| \| Spree \| \| \| \| 34,6 \| Berlin Jungfernheide \| \| \| \| \| Charlottenburger Verbindungskanal \| \| \| \| 36,7 \| Berlin Beusselstraße \| Berlin Beusselstraße \| \| \| 36,90,0 \| Berlin-Moabit \| Berlin-Moabit \| \| \| \| (weiterer Streckenverlauf s. o.) \| \| \| \| \| \| \| \| Quellen: [1][2] \| \| \| \| | |                                                                             |                                                                             |
| | | (weiterer Streckenverlauf s. u.)                                            |                                                                             |
| Dienststation / Betriebs- oder Güterbahnhof · Strecke | 36,90,0 | Berlin-Moabit                                                               | Berlin-Moabit                                                               |
| Abzweig geradeaus und nach rechts · Strecke | | nach HuL Umschlagbf / Berlin Westhafen                                      | nach HuL Umschlagbf / Berlin Westhafen                                      |
| Strecke · S-Bahn-Halt | 0,7 | Berlin Westhafen                                                            | U9                                                                          |
| Abzweig geradeaus und nach rechts · Abzweig geradeaus und ehemals nach rechts | | nach Berlin Hbf, S21 (geplant)                                              | nach Berlin Hbf, S21 (geplant)                                              |
| Dienststation / Betriebs- oder Güterbahnhof · Strecke | 1,1 | Moabit Ost (Bft)                                                            | Moabit Ost (Bft)                                                            |
| Brücke über Wasserlauf · Brücke über Wasserlauf | | Berlin-Spandauer Schifffahrtskanal                                          | Berlin-Spandauer Schifffahrtskanal                                          |
| Abzweig geradeaus und von rechts · Abzweig geradeaus und ehemals von rechts | | von Berlin Hbf, S21 (geplant)                                               | von Berlin Hbf, S21 (geplant)                                               |
| Blockstelle · Strecke | 2,3 | Berlin-Wedding Abzw                                                         | Berlin-Wedding Abzw                                                         |
| Strecke · S-Bahnhof | 2,5 | Berlin-Wedding                                                              | U6                                                                          |
| Brücke über Wasserlauf · Brücke über Wasserlauf | | Panke                                                                       | Panke                                                                       |
| Abzweig geradeaus und ehemals von rechts · Abzweig geradeaus und von rechts | | von Berlin Nordbahnhof                                                      | von Berlin Nordbahnhof                                                      |
| Bahnhof · S-Bahnhof | 4,2 | Berlin Gesundbrunnen                                                        | U8                                                                          |
| Grenze · Grenze | | ehemalige Grenze West-Berlin/Ost-Berlin                                     | ehemalige Grenze West-Berlin/Ost-Berlin                                     |
| Abzweig geradeaus, nach links und von links · Abzweig geradeaus, nach links und von links | | von/nach Bernau, von/nach Oranienburg                                       | von/nach Bernau, von/nach Oranienburg                                       |
| Strecke · S-Bahnhof | 5,8 | Berlin Schönhauser Allee                                                    | U2                                                                          |
| Strecke · S-Bahn-Halt | 6,8 | Berlin Prenzlauer Allee                                                     | Berlin Prenzlauer Allee                                                     |
| Dienststation / Betriebs- oder Güterbahnhof · S-Bahnhof | 7,8 | Berlin Greifswalder Straße                                                  | Berlin Greifswalder Straße                                                  |
| Strecke · S-Bahn-Halt | 9,4 | Berlin Landsberger Allee                                                    | Berlin Landsberger Allee                                                    |
| | | (Überwerfungsbauwerk)                                                       |                                                                             |
| S-Bahn-Halt · Strecke | 10,4 | Berlin Storkower Straße                                                     | Berlin Storkower Straße                                                     |
| S-Bahn-Halt · Dienststation / Betriebs- oder Güterbahnhof | 11,7 | Berlin Frankfurter Allee                                                    | U5                                                                          |
| Strecke · Abzweig geradeaus, nach links und von links | | von und nach Berlin-Lichtenberg                                             | von und nach Berlin-Lichtenberg                                             |
| Abzweig geradeaus und ehemals nach rechts · Strecke | | nach Berlin Warschauer Straße (bis 2006)                                    | nach Berlin Warschauer Straße (bis 2006)                                    |
| Turm-S-Bahnhof geradeaus oben · Turmbahnhof geradeaus oben | 13,2 | Berlin Ostkreuz Ostbahn, Frankfurter Bahn                                   | Berlin Ostkreuz Ostbahn, Frankfurter Bahn                                   |
| Abzweig geradeaus und von rechts · Strecke | | von Berlin Warschauer Straße                                                | von Berlin Warschauer Straße                                                |
| Brücke über Wasserlauf · Brücke über Wasserlauf | | Spree                                                                       | Spree                                                                       |
| S-Bahnhof · Strecke | 14,3 | Berlin Treptower Park                                                       | Berlin Treptower Park                                                       |
| Strecke · Blockstelle | | Berlin Treptower Park Strw                                                  | Berlin Treptower Park Strw                                                  |
| Abzweig geradeaus und nach links · Abzweig ehemals geradeaus und nach links | | nach Berlin-Baumschulenweg (Fernbahn und S-Bahn)                            | nach Berlin-Baumschulenweg (Fernbahn und S-Bahn)                            |
| Kreuzung geradeaus oben (Querstrecke außer Betrieb) · Kreuzung geradeaus oben (Strecken außer Betrieb) | | Bahnstrecke Berlin–Görlitz                                                  | Bahnstrecke Berlin–Görlitz                                                  |
| Grenze · Grenze (Strecke außer Betrieb) | | ehemalige Grenze Ost-Berlin/West-Berlin                                     | ehemalige Grenze Ost-Berlin/West-Berlin                                     |
| Strecke · Abzweig geradeaus und von rechts (Strecke außer Betrieb) | | ehem. vom Görlitzer Bahnhof                                                 | ehem. vom Görlitzer Bahnhof                                                 |
| Strecke · Betriebsstelle Strecke bis hier außer Betrieb | 15,7 | Berlin-Treptow Gbf (Ortsstellbereich; zu Neukölln Gbf)                      | Berlin-Treptow Gbf (Ortsstellbereich; zu Neukölln Gbf)                      |
| Strecke · Abzweig geradeaus und nach links | | Industriebahn Berlin                                                        | Industriebahn Berlin                                                        |
| Brücke über Wasserlauf · Brücke über Wasserlauf | | Neuköllner Schifffahrtskanal                                                | Neuköllner Schifffahrtskanal                                                |
| S-Bahn-Halt · Strecke | 16,5 | Berlin Sonnenallee                                                          | Berlin Sonnenallee                                                          |
| Abzweig geradeaus und von links · Abzweig geradeaus und von links | | von Berlin-Baumschulenweg                                                   | von Berlin-Baumschulenweg                                                   |
| S-Bahnhof · Dienststation / Betriebs- oder Güterbahnhof | 17,7 | Berlin-Neukölln                                                             | U7                                                                          |
| S-Bahnhof · ehemaliger Bahnhof | 18,5 | Berlin Hermannstraße                                                        | U8                                                                          |
| Blockstelle · Strecke | | provisorische Ladestelle an der Oderstraße                                  | provisorische Ladestelle an der Oderstraße                                  |
| Strecke · Abzweig geradeaus und nach links | | NME nach Berlin-Rudow                                                       | NME nach Berlin-Rudow                                                       |
| S-Bahnhof · Dienststation / Betriebs- oder Güterbahnhof | 21,9 | Berlin-Tempelhof                                                            | U6                                                                          |
| Strecke · Abzweig geradeaus und nach links | | nach Berlin-Mariendorf                                                      | nach Berlin-Mariendorf                                                      |
| Kilometer-Wechsel · Kilometer-Wechsel | 22,51022,522 | Kilometersprung −0,012 km                                                   | Kilometersprung −0,012 km                                                   |
| | |                                                                             |                                                                             |
| Kreuzung geradeaus oben | 23,2 | Berlin Südkreuz Anhalter Bahn, Anhalter Vorortbahn, Dresdener Bahn          | Berlin Südkreuz Anhalter Bahn, Anhalter Vorortbahn, Dresdener Bahn          |
| | |                                                                             |                                                                             |
| Strecke · Abzweig geradeaus und ehemals von links | | von Marienfelde über Tempelhof Rbf                                          | von Marienfelde über Tempelhof Rbf                                          |
| | |                                                                             |                                                                             |
| Abzweig geradeaus und ehemals nach rechts · Abzweig geradeaus und ehemals nach links | 23,9 | Abzw Vdp nach Berlin Potsdamer Ringbf und nach Berlin-Schöneberg Betriebsbf | Abzw Vdp nach Berlin Potsdamer Ringbf und nach Berlin-Schöneberg Betriebsbf |
| | |                                                                             |                                                                             |
| Abzweig geradeaus und ehemals von rechts · Strecke | 24,4 | Abzw Vp von Berlin Potsdamer Ringbf                                         | Abzw Vp von Berlin Potsdamer Ringbf                                         |
| Kreuzung geradeaus oben (Querstrecke außer Betrieb) · Kreuzung geradeaus oben (Querstrecke außer Betrieb) | | ehem. Stammbahn                                                             | ehem. Stammbahn                                                             |
| | |                                                                             |                                                                             |
| Turm-S-Bahnhof geradeaus oben · Kreuzung geradeaus oben | 24,6 | Berlin-Schöneberg (seit 1. März 1933) Wannseebahn                           | Berlin-Schöneberg (seit 1. März 1933) Wannseebahn                           |
| | |                                                                             |                                                                             |
| ehemaliger S-Bahnhof · Strecke | | Berlin Ebersstraße (bis 1. März 1933)                                       | Berlin Ebersstraße (bis 1. März 1933)                                       |
| S-Bahn-Halt · Strecke | 25,3 | Berlin Innsbrucker Platz                                                    | U4                                                                          |
| Strecke · Dienststation / Betriebs- oder Güterbahnhof | 25,5 | Berlin-Wilmersdorf Gbf                                                      | Berlin-Wilmersdorf Gbf                                                      |
| S-Bahnhof · Strecke | 26,1 | Berlin Bundesplatz                                                          | U9                                                                          |
| S-Bahn-Halt · Strecke | 27,4 | Berlin Heidelberger Platz                                                   | U3                                                                          |
| S-Bahn-Halt · Strecke | 28,6 | Berlin Hohenzollerndamm                                                     | Berlin Hohenzollerndamm                                                     |
| S-Bahnhof · Dienststation / Betriebs- oder Güterbahnhof | 29,7 | Berlin-Halensee                                                             | Berlin-Halensee                                                             |
| Strecke · Blockstelle | | Berlin-Halensee Südkopf                                                     | Berlin-Halensee Südkopf                                                     |
| Strecke · Abzweig geradeaus und nach links | | nach Berlin-Grunewald (Gütergleis)                                          | nach Berlin-Grunewald (Gütergleis)                                          |
| Abzweig geradeaus und nach rechts · Strecke | | nach Berlin-Charlottenburg                                                  | nach Berlin-Charlottenburg                                                  |
| Kreuzung geradeaus unten · Kreuzung geradeaus unten | | von Charlottenburg nach Wannsee und Spandau                                 | von Charlottenburg nach Wannsee und Spandau                                 |
| Turm-S-Bahnhof geradeaus oben · Kreuzung geradeaus oben | 30,4 | Berlin Westkreuz Berlin–Blankenheim                                         | Berlin Westkreuz Berlin–Blankenheim                                         |
| Abzweig geradeaus und ehemals von rechts · Abzweig geradeaus und ehemals von rechts | | von Berlin-Charlottenburg (bis 1944)                                        | von Berlin-Charlottenburg (bis 1944)                                        |
| Strecke · Abzweig geradeaus und von links | | von Berlin-Grunewald (und Messegelände)                                     | von Berlin-Grunewald (und Messegelände)                                     |
| Strecke · Blockstelle | | Berlin-Halensee Nordkopf                                                    | Berlin-Halensee Nordkopf                                                    |
| S-Bahn-Halt · Strecke | 31,2 | Berlin Messe Nord/ZOB                                                       | U2                                                                          |
| S-Bahnhof · ehemaliger Bahnhof | 32,4 | Berlin-Westend                                                              | Berlin-Westend                                                              |
| Strecke · Abzweig geradeaus und nach links | | nach Berlin-Spandau                                                         | nach Berlin-Spandau                                                         |
| | | (Überwerfungsbauwerk)                                                       |                                                                             |
| Abzweig geradeaus und von links · Kreuzung geradeaus oben | | von Berlin-Spandau                                                          | von Berlin-Spandau                                                          |
| Strecke · Abzweig geradeaus und ehemals von links | | von Berlin-Gartenfeld (bis 1980)                                            | von Berlin-Gartenfeld (bis 1980)                                            |
| Brücke über Wasserlauf · Brücke über Wasserlauf | | Spree                                                                       | Spree                                                                       |
| Strecke · S-Bahn-Halt | 34,6 | Berlin Jungfernheide                                                        | U7                                                                          |
| Brücke über Wasserlauf · Brücke über Wasserlauf | | Charlottenburger Verbindungskanal                                           | Charlottenburger Verbindungskanal                                           |
| Strecke · S-Bahnhof | 36,7 | Berlin Beusselstraße                                                        | Berlin Beusselstraße                                                        |
| Dienststation / Betriebs- oder Güterbahnhof · Strecke | 36,90,0 | Berlin-Moabit                                                               | Berlin-Moabit                                                               |
| | | (weiterer Streckenverlauf s. o.)                                            |                                                                             |
| | |                                                                             |                                                                             |
| Quellen: | |                                                                             |                                                                             |

Die Berliner Ringbahn ist eine rund 37 Kilometer lange Bahnstrecke, die als geschlossener Ring die Innenstadt von Berlin umgibt. Sie hat zwei Gleise für die S-Bahn und weitere, die abschnittsweise dem Fern-, Regional- und Güterverkehr dienen, und ist an die innerhalb des Rings in ostwestlicher Richtung verkehrende Stadtbahn und mehrere radial auf die Innenstadt zulaufende Strecken angeschlossen.
Auf den S-Bahn-Gleisen finden täglich rund 1100 Zugfahrten statt, die über eine halbe Million Fahrgäste befördern. 2018 war der Abschnitt zwischen Treptower Park und Ostkreuz, mit rund 170.000 Fahrgästen täglich, einer der meistbefahrenen Abschnitte der Berliner S-Bahn.
Die markante Form der Ringbahnstrecke wird auch Hundekopf oder Großer Hundekopf genannt. Diese Bezeichnung ist sogar in den Sprachgebrauch der Berliner Politik eingezogen. Das von der Ringbahn umschlossene Gebiet (mit einer Fläche von rund 88 km²) hat auch verwaltungstechnische Bedeutung:
- Das Gebiet innerhalb der Ringbahn und einschließlich dieser bildet die Berliner Tarifzone A des Verkehrsverbundes Berlin-Brandenburg.
- Die Berliner Umweltzone entspricht – von leichten Anpassungen im Randbereich abgesehen – dem Gebiet innerhalb der Ringbahn.[6]

## Geschichte

### Ausgangslage
Im Jahr 1851 wurde als Vorläufer der Ringbahn die nicht zum Ring geschlossene Königliche Bahnhofs-Verbindungsbahn zwischen den Kopfbahnhöfen der in Berlin endenden Eisenbahnstrecken fertiggestellt. Diese unmittelbar auf den Straßen des Stadtbereichs gebaute Bahn konnte ihren Aufgaben bald nicht mehr gerecht werden und geriet immer stärker in Konflikt mit dem restlichen Straßenverkehr.
Daher wurde bald der Bau einer neuen leistungsfähigeren Verbindungsbahn vor allem für den Güterverkehr geplant, die außerhalb der damaligen Stadtgrenzen auf eigenem Bahnkörper verlaufen sollte. Die Mittel für den Bau konnten allerdings erst nach dem siegreichen Krieg gegen Österreich 1866 bewilligt werden. Der Bau begann 1867, fertiggestellt wurde die Ringbahn im Jahr 1877. Mit dem Bau und der Betriebsführung war die Niederschlesisch-Märkische Eisenbahn beauftragt.

### Der erste Abschnitt der Ringbahn

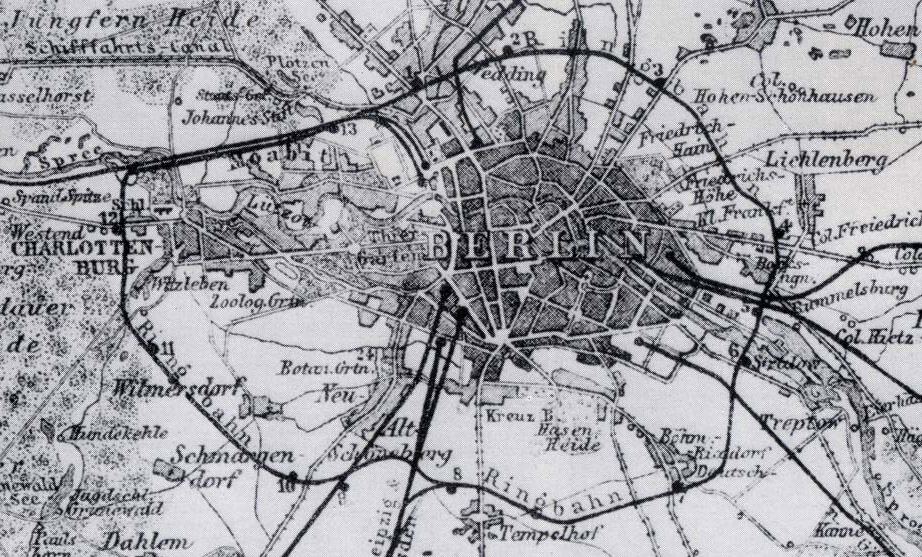
Berliner Ringbahn auf einer Karte von 1877.
Die als dicke Punkte eingetragenen Kopfbahnhöfe der Fernbahnen sind nördlich der Spree im Uhrzeigersinn der Lehrter, Hamburger, Stettiner, der Ost- und der Schlesische Bahnhof; südlich der Spree der Görlitzer und der Anhalter Bahnhof, der Dresdener Bahnhof sowie der Potsdamer Bahnhof

Der erste Abschnitt der Ringbahn ging am 17. Juli 1871 in Betrieb. Die Strecke begann im Norden am Bahnhof Moabit am Übergang zur Lehrter Bahn und führte im Uhrzeigersinn östlich um Berlin über Gesundbrunnen, Rixdorf (jetzt: Neukölln) und Tempelhof nach Schöneberg im Süden. Der damalige Endbahnhof Schöneberg lag südlich der heutigen gleichnamigen S-Bahn-Station an der Potsdamer Bahn (Stammbahn) und erhielt Gleisanlagen östlich der Stammbahnstrecke. Die radialen Bahnstrecken der Hamburger Bahn, Stettiner Bahn, Ostbahn, Niederschlesisch-Märkischen Bahn, Görlitzer Bahn und Berlin-Anhaltischen Eisenbahn wurden auf Brücken überquert. Im Bereich der meisten dieser Kreuzungen wurden Verbindungskurven zu den stadteinwärts gelegenen Kopfbahnhöfen der Radialstrecken (innerer Anschluss) gebaut. An der Potsdamer Bahn bestand eine direkte Fahrmöglichkeit stadtauswärts ohne Richtungswechsel (äußerer Anschluss). Betreiber war wie bei der früheren Verbindungsbahn auch die Niederschlesisch-Märkische Eisenbahn.
Der Personenverkehr auf diesem ersten Abschnitt wurde am 1. Januar 1872 aufgenommenen. Anfangs fuhren zwei, ab April drei Personenzugpaare pro Tag auf der Strecke. Bereits 1873 wurden es acht, 1875 neun Zugpaare am Tag. Die Züge fuhren vom Lehrter Bahnhof mit Halten in Moabit, Gesundbrunnen, Stralau (südlich des heutigen Bahnhofs Ostkreuz, in den ersten Betriebsmonaten Niederschlesisch-Märkischer Anschluss genannt), Rixdorf, Tempelhof und Schöneberg zum Potsdamer Bahnhof. In Moabit und im damaligen Bahnhof Schöneberg mussten die Züge die Fahrtrichtung wechseln. Einzelne Züge hielten auch am Görlitzer Anschluß am Schnittpunkt mit der Görlitzer Bahn. Zwischen Stralau und Frankfurter Bahnhof verkehrten Pendelzüge. Ebenfalls gab es Anschlüsse in Gesundbrunnen vom und zum Stettiner Bahnhof. Bereits 1872 waren Halte in Wedding und Friedrichsberg hinzugekommen, 1875 folgte die Haltestelle Weißensee (später auf die andere Seite der Greifswalder Straße verlegt und zu einem Bahnhof erweitert) und 1876 die Haltestelle Treptow.

### Geschlossener Ring
Mit der Verbindung von Schöneberg über Charlottenburg (jetzt: Bahnhof Westend) nach Moabit wurde am 15. November 1877 der Ring geschlossen. Über die Südringspitzkehre war ab 1881 Personenverkehr zum Potsdamer Ringbahnhof, einem Flügelbahnhof des Potsdamer Bahnhofs möglich. Der alte Bahnhof Schöneberg wurde durch eine gleichnamige Station an der Kolonnenbrücke (später: Kolonnenstraße, jetzt: Julius-Leber-Brücke) ersetzt.
Anfang der 1880er Jahre wurde der Ringbahnabschnitt zwischen der Landsberger Allee und Stralau viergleisig ausgebaut. Grund war der große Zentralvieh- und Schlachthof, der mit entsprechenden Güteranschlüssen ausgerüstet wurde. Hinzu kamen insgesamt sechs einmündende Gleisanschlüsse auf diesem 4,5 Kilometer langen Abschnitt. Am Zentralviehhof gab es seit 1881 auch einen gleichnamigen Personenhalt, dessen Kosten zunächst vom Berliner Magistrat übernommen wurden und der erst in den 1890er Jahren in das Eigentum der Bahngesellschaft kam.
In den 1880er und 1890er Jahren wurde die Ringbahn bis auf kurze Lücken durchgehend viergleisig ausgebaut. Auch eine Reihe von Verbindungen zu kreuzenden Strecken entstanden in der Zeit neu oder wurden erweitert. Der Personenverkehr auf dem Bahnhof Moabit wurde 1894 eingestellt, seitdem dient der Bahnhof nur dem Güterverkehr und betrieblichen Aufgaben. Als Ersatz wurde am 1. Mai 1894 der Haltepunkt Beusselstraße eröffnet, am selben Tag ging auch die Station Jungfernheide in Betrieb. Die Halte in Landsberger Allee und Prenzlauer Allee folgten 1894 bzw. 1895.
Nach der Fertigstellung der Berliner Stadtbahn im Jahr 1882 und des Bahnhofs Stralau-Rummelsburg (jetzt: Ostkreuz) war das Personenverkehrsangebot auf der Ringbahn deutlich größer als zuvor. Für den Personenverkehr wurden zwei über die Stadtbahn führende, durchgehende „Halbringe“ betrieben. Nordringzüge fuhren von Westend auf der nördlichen Ringbahn bis Stralau-Rummelsburg und von hier auf der Stadtbahn nach Charlottenburg und wieder nach Westend, oder umgekehrt. Südringzüge fuhren vom Potsdamer Ringbahnhof über Schöneberg auf der südlichen Ringbahn bis Stralau-Rummelsburg und von hier auf der Stadtbahn nach Charlottenburg und über den südwestlichen Ring nach Schöneberg und wieder zum Potsdamer Ringbahnhof, oder umgekehrt. Hinzu kamen die sogenannten „Grunewaldzüge“, die vor allem für den Ausflugsverkehr von Westend bzw. Halensee über Verbindungsstrecken zum Bahnhof Grunewald fuhren.
Im Sommer 1895 bestand das Angebot aus 53 Nordringzügen pro Tag, die im Bahnhof Westend begannen und endeten, sowie 49 Zügen mit Ausgangs- und Endpunkt Stralau-Rummelsburg. An Sonntagen waren es jeweils 37 Züge. Hinzu kamen etwa 20 zusätzliche Züge auf Teilabschnitten. Auf dem Südring waren es 73 Züge, die die komplette Runde vom Potsdamer Ringbahnhof zurücklegten, sowie etwa 50 auf Teilabschnitten. In Richtung Grunewald fuhren vom Nordring aus 26 und vom Südring aus 20 Züge pro Tag, an Sonntagen bei Bedarf bis zu 62 Extrazüge. Im Bereich der heutigen Bahnhöfe Ostkreuz (damals: Stralau-Rummelsburg), Westkreuz und Schöneberg wurden die durchgehenden Ringbahngleise bis Ende des 19. Jahrhunderts nur von Güterzügen befahren, die Personenzüge fuhren dort stets in und aus Richtung Innenstadt (Stadtbahn bzw. Potsdamer Bahnhof).
Durch den Umbau des Bahnhofs Stralau-Rummelsburg in den ersten Jahren des 20. Jahrhunderts entstand dort ein Bahnsteig an den Vorortgleisen der Ringbahn. Seitdem fuhr ein großer Teil der Ringbahnzüge nicht mehr in Richtung Stadtbahn (Nord- bzw. Südringzüge), sondern durchgehend auf der Ringbahn.

### Entwicklung bis 1961
Am 27. Juni 1922 stürzten zahlreiche – auf den Trittbrettern eines überfüllten Abteilwagenzuges fahrende – Reisende bei der Begegnung mit einem Gegenzug in der Nähe des Bahnhofs Schönhauser Allee auf die Gleise. Über 40 Tote waren die Folge.
Bei den alliierten Luftangriffen im Zweiten Weltkrieg wurden die Bahnanlagen am Potsdamer und Anhalter Bahnhof mehrfach schwer getroffen, sodass die Südringspitzkehre ab 1944 nicht mehr befahren werden konnte.
Ab 1944 bis zum Mauerbau im Jahr 1961 fuhren die S-Bahn-Züge über die schon bestehende unmittelbare Gleisverbindung zwischen den Bahnhöfen Papestraße und Schöneberg (1933 an der Ringbahn eröffnet) als Vollring-Züge.

### Geteilt
Durch den Mauerbau wurde die Ringbahn an zwei Stellen unterbrochen:
- Im Westteil Berlins entstand eine eigenständige Strecke auf einem Dreiviertelring zwischen Gesundbrunnen und Sonnenallee bzw. Köllnische Heide.
- Im Ostteil Berlins wurde der dort verbliebene Teilabschnitt der Ringbahn zwischen Schönhauser Allee und Treptower Park mit den anschließenden Vorortstrecken nach Bernau und Königs Wusterhausen bzw. Flughafen Schönefeld verknüpft.

Nach dem Reichsbahnerstreik 1980 ruhte der S-Bahn-Betrieb auf dem westlichen Dreiviertelring für rund 13 Jahre.
Am 9. Januar 1984 wurden die Betriebsrechte für die S-Bahn im Westteil Berlins auf die BVG übertragen. In diesem Zusammenhang war zunächst geplant, den Ringabschnitt zwischen Westend und Sonnenallee (wegen der besseren Erschließungswirkung dieses Bahnhofs anstelle von Köllnischer Heide) wieder aufzubauen und in Betrieb zu nehmen.

### Nach der Wiedervereinigung
Nach der deutschen Wiedervereinigung im Jahr 1990 änderte man diese Pläne, um 1993 zunächst vom Südring mit dem Abzweig über Köllnische Heide einen Anschluss an die Görlitzer Bahn herzustellen. Der Wiederaufbau der Verbindung von Sonnenallee zum Treptower Park erforderte Umbauarbeiten größeren Ausmaßes, die nicht kurzfristig realisierbar waren. In den folgenden Jahren wurde der westliche Teil der Ringbahn in mehreren Etappen wieder in Betrieb genommen. Am 15. Juni 2002 wurde der S-Bahn-Ring mit der Inbetriebnahme der Verbindung von Wedding nach Westhafen wieder geschlossen.

### Erweiterungsplanungen
In den 1930er Jahren war ein Betriebswerk (Bw) an der Oderstraße in Neukölln geplant, daran anschließend auch ein Bahnhof Oderstraße.
In den 2010er Jahren bestanden Pläne zum Bau eines zusätzlichen Halts südlich des Tempelhofer Feldes. Unter dem Arbeitstitel Bahnhof Tempelhofer Feld wurde die Maßnahme in den – mit Senatsbeschluss vom 29. März 2011 aufgestellten – Stadtentwicklungsplan Verkehr Berlin als noch in der „Potentialabschätzung“ befindlich aufgenommen – mit offener zeitlicher Einordnung, unklarer Lage sowie unbekannter Kosten- und Finanzierungsplanung.

## Betriebsorganisation

### S-Bahn

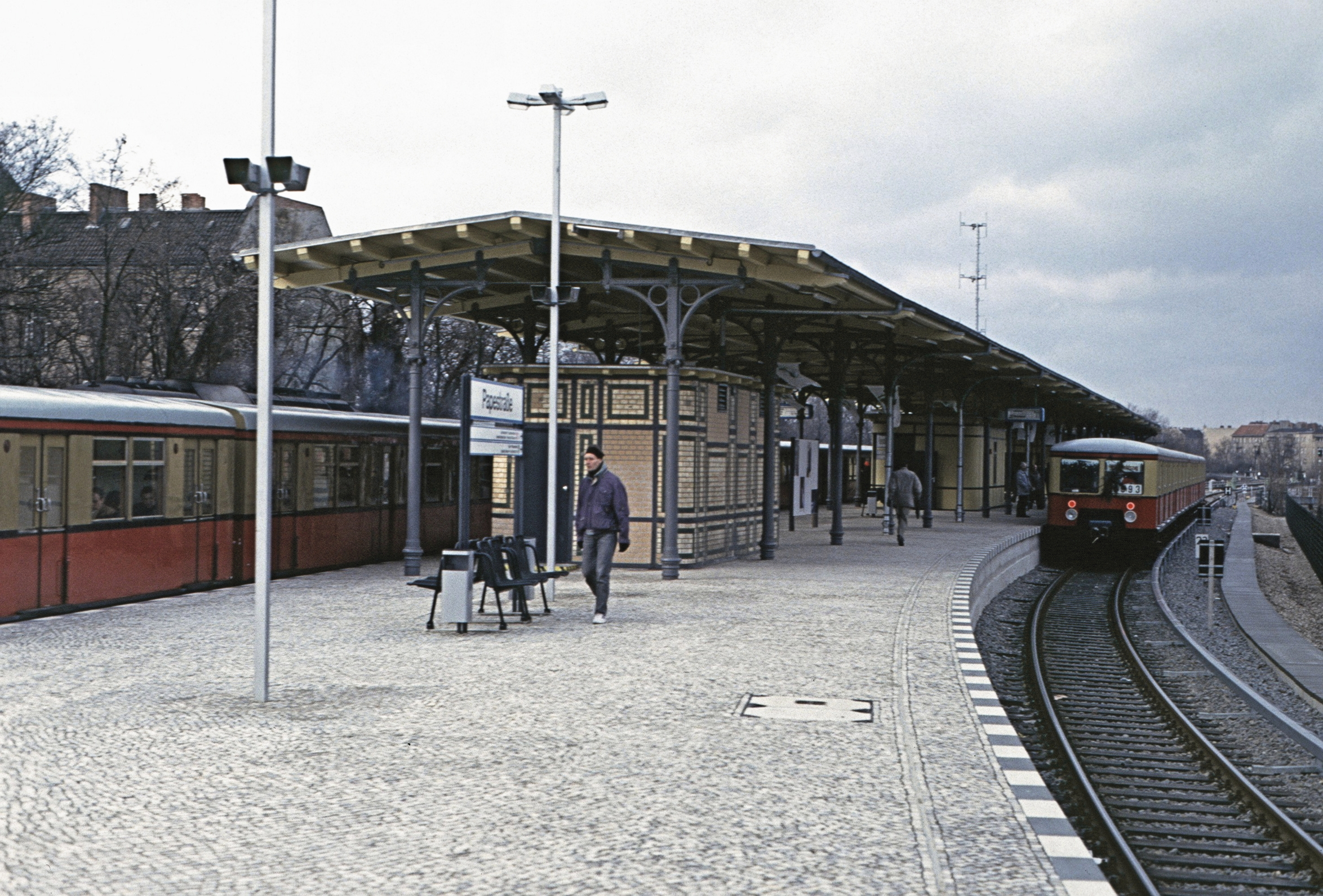
Ehemaliger S-Bahnhof Papestraße, 1993 (dieser Bahnhof wurde 2006 durch den neugebauten Bahnhof Südkreuz ersetzt)

Zunächst wurde nur Güterverkehr angeboten, erst ab 1. Januar 1872 waren zusätzlich separate Bahnhöfe für den Personenverkehr verfügbar. Die Personenverkehrsgleise der Ringbahn wurden ab 1926 elektrifiziert, 1930 wurde der Ringbahn-Betrieb zusammen mit den Berliner Stadt- und Vorortbahnen zur Berliner S-Bahn zusammengefasst.
Der Mauerbau im Jahr 1961 unterbrach den durchgehenden Betrieb, worauf auf West-Berliner Seite die Fahrgastzahlen zwischen Gesundbrunnen und Sonnenallee immer weiter abnahmen. Grund waren auch politisch motivierte Boykottaufrufe, da mit den Einnahmen der unter DDR-Regie betriebenen West-Berliner S-Bahn-Strecken die DDR direkt finanziell unterstützt würde. Die Ost-Berliner Strecke von Schönhauser Allee nach Treptower Park entwickelte sich hingegen zu einer wichtigen Nord-Süd-Tangente.
Der S-Bahn-Betrieb auf dem westlichen Ringteil wurde im September 1980 aufgrund des zweiten Reichsbahnerstreiks eingestellt und erst am 17. Dezember 1993 auf dem Abschnitt (Baumschulenweg –) Neukölln – Westend wieder aufgenommen. Abschnittweise wurde der Ring auf den Teilstücken Westend – Jungfernheide (15. April 1997), Neukölln – Treptower Park (18. Dezember 1997) und Jungfernheide – Westhafen (19. Dezember 1999) wieder in Betrieb genommen. Seit dem 17. September 2001 fahren wieder S-Bahnen über die ehemalige Grenze zwischen Schönhauser Allee und Gesundbrunnen.

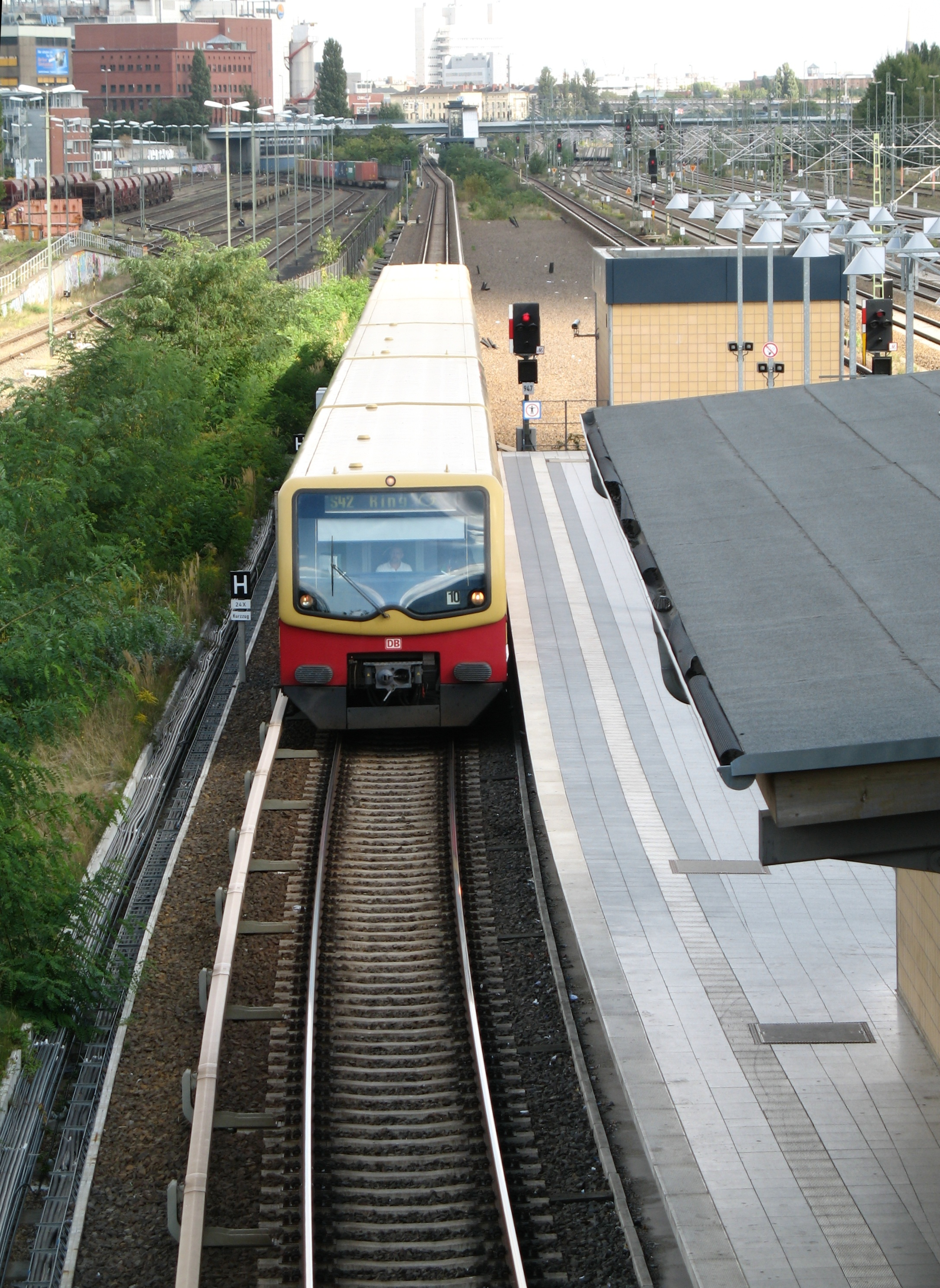
Wiederhergestellte S-Bahn-Trasse am Bahnhof Beusselstraße, 2006

Am 15. Juni 2002 wurde der letzte Abschnitt der Ringbahn, zwischen Westhafen und Gesundbrunnen, durch Bundesverkehrsminister Kurt Bodewig und Bahnchef Hartmut Mehdorn feierlich wiedereröffnet. Am Folgetag ging der Abschnitt, mit der Zwischenstation Wedding, wieder in Betrieb. In der Werbung wurde dieser Tag auch als Wedding-Day bezeichnet, in Anspielung auf das englische Wort wedding (‚Hochzeit‘). Seitdem verkehrt die S-Bahn wieder durchgehend, es wurde vorerst jedoch kein Vollring, sondern nach dem Schneckenkonzept gefahren: Die Züge kamen von Süden in Neukölln auf den Ring und umrundeten ihn anderthalb Mal, bis sie auf einem Ringbahnhof endeten. Dies lag vor allem daran, dass die Fahrt damals genau 63 Minuten dauerte, wodurch sich kein günstiger Takt ergab.
Seit dem 28. Mai 2006 fährt die S-Bahn auf der Ringbahn wieder nach dem Vollring-Konzept. Die Züge der Linien S41/S42 brauchen für eine Runde 60 Minuten mit einer Taktung von fünf Minuten in der Hauptverkehrszeit und zehn Minuten in der Normal- und Spätverkehrszeit. Dafür mussten die Züge der beschleunigungsstärkeren Baureihen, wie ursprünglich die der Baureihe 481/482 eingesetzt werden. Die Züge der Linie S41 befahren den Ring im Uhrzeigersinn, während die Züge der Linie S42 den Ring gegen den Uhrzeigersinn befahren. Einige Abschnitte des Ringes werden von weiteren Linien befahren. Auf dem südlichen Ring enden, von der Görlitzer Bahn aus Richtung Südosten kommend, S45 in Südkreuz, die S46 in Westend und die S47 in Hermannstraße. Auf dem östlichen Ring verkehren zwischen Treptower Park und Schönhauser Allee die Linien S8 und S85.
Auf dem Gelände des ehemaligen S-Bw Papestraße (gelegen zwischen den Bahnhöfen Tempelhof und Südkreuz), dessen Gleisanlagen und Hallen bauvorbereitend vollständig abgeräumt worden waren, begannen 2010 die Bauarbeiten zur Errichtung der Zugbildungsanlage Tempelhof. Errichtet wurden vier Warte-, fünf Zugbildungs- und zwei Umfahrungsgleise, ein neues Unterwerk sowie ein EOW-Bereich (elektrisch ortsgestellte Weiche). Südlich des Streckengleises Tempelhof – Südkreuz wurde eine Lärmschutzwand neu gebaut. Die Einfahrgruppe West ging am 19. November 2012 in Betrieb. Die vollständige Inbetriebnahme erfolgt etappenweise von Dezember 2016 bis zum Ende des ersten Halbjahrs 2017.

### Fern- und Gütergleise

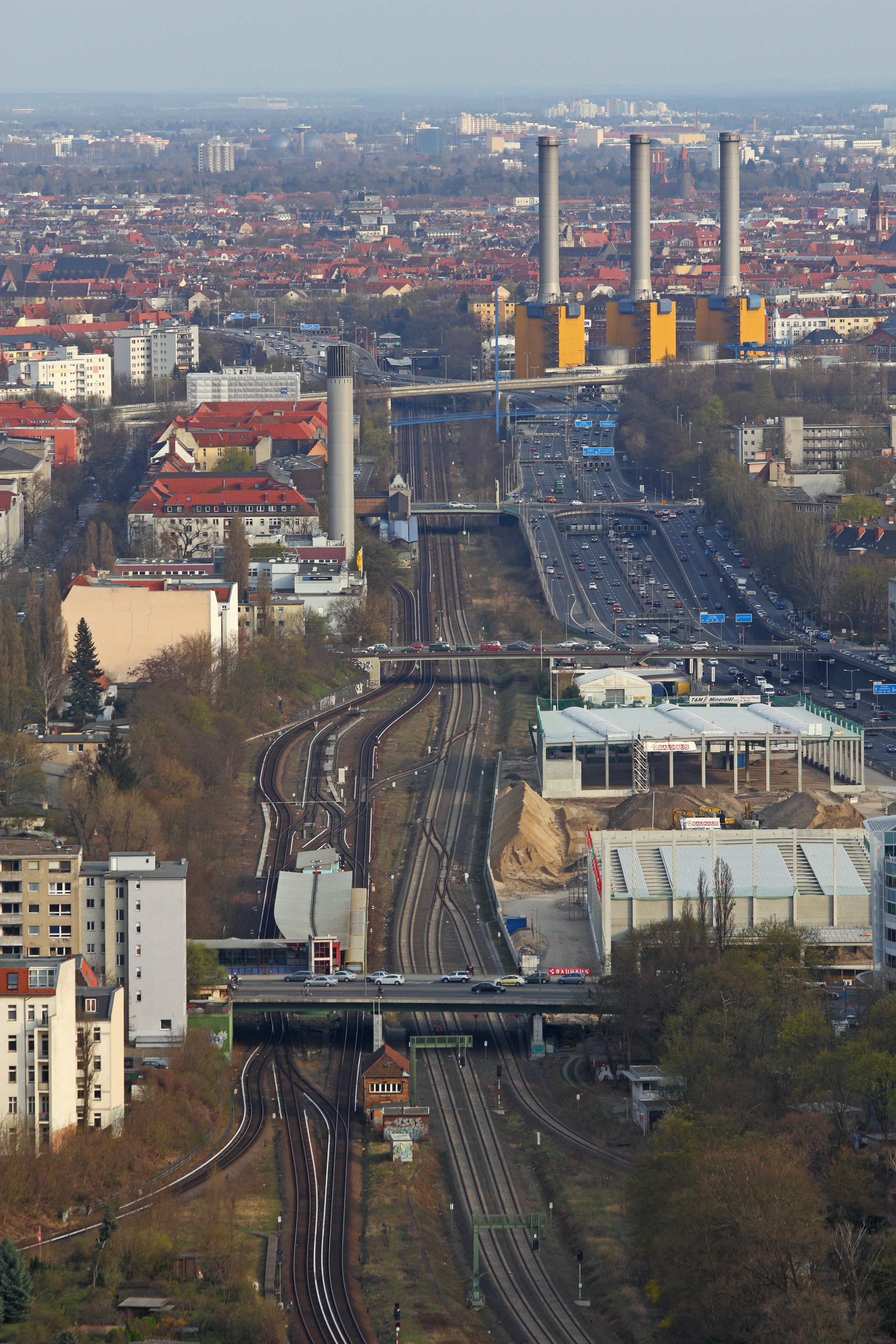
Die Ringbahn in Halensee, Blick vom Funkturm; S-Bahn-Gleise (links) und Gütergleise (rechts)

Parallel zu den S-Bahn-Gleisen verlaufen auch Fern- und Gütergleise, allerdings mit teilweise niedrigerem Ausbaustand und einer Unterbrechung im Bereich Treptow.

#### Nördlicher Ring
Im Rahmen des sogenannten Pilzkonzepts sind die Ferngleise der Ringbahn zwischen Halensee (Abzweig Richtung Wannsee) und Treptower Park (Abzweig Richtung Görlitzer Bahn) für den Regional- bzw. Fernverkehr ausgebaut und elektrifiziert worden. Die Fernbahnstrecke ist in diesem Bereich durchgehend zweigleisig.
Zwischen Jungfernheide und dem Abzweig zum Berliner Hauptbahnhof verläuft die Ringbahn parallel zur Lehrter Bahn. Im Güterbahnhof Berlin-Moabit sind beide Strecken verknüpft. Von dort zum Bahnhof Gesundbrunnen fahren einige Regional- und Fernzüge. Hinzu kommen im unmittelbaren Bereich des Bahnhofs Gesundbrunnen Züge von der Nord-Süd-Fernbahn nach Norden und umgekehrt, sowie um den Bahnhof Ostkreuz Regionalzüge aus Richtung Lichtenberg, teilweise weiter zur Görlitzer Bahn. Auf den übrigen Abschnitten dienen die Ringbahnferngleise nur Überführungsfahrten von Leerzügen, einzelnen Umleitern sowie dem Güterverkehr. An der Ringbahn selbst liegen der Bahnhof Gesundbrunnen für den Regional- und Fernverkehr und Ostkreuz für den Regionalverkehr. Der Regionalbahnhof Jungfernheide liegt nur an den Gleisen der Lehrter Bahn, an den Ferngleisen der Ringbahn gibt es dort keine Betriebsstelle.

#### Südlicher Ring
Der südliche Ring ist seit September 2016 zwischen Halensee und dem Abzweig nach Schöneweide wieder vollständig in Betrieb. Dieser Abschnitt ist nicht elektrifiziert und östlich des Bahnhofs Tempelhof nur eingleisig. Der Teilabschnitt Halensee – Tempelhof war seit 2001 wegen des Baus des Fernbahnhofs Südkreuz unterbrochen. Im Zuge der Sperrung wurden auch die Brücken über die Gotenstraße und über die Wannseebahn am S-Bahnhof Schöneberg neu errichtet; in Tempelhof entstand ein elektronisches Stellwerk, das den Bereich von Tempelhof bis (ausschließlich) Halensee steuert.
Personenverkehr mit Regionalzügen ist mit einer Linie von Potsdam über die zu reaktivierende Stammbahn, die Wannseebahn und die Verbindungskurve Schöneberg auf dem südlichen Teil der Ringbahn zum Ostkreuz geplant. Zwischenhalte sind in den Bahnhöfen Südkreuz und Hermannstraße oder Neukölln vorgesehen. Noch Mitte der 1990er Jahre wurde am Bahnhof Berlin Hermannstraße die Option für den späteren Bau eines Regionalbahnsteigs planerisch berücksichtigt, spätere Projekte wie der Bau des Bahnhofs Südkreuz enthalten allerdings keine solche Vorleistungen.
Die Gütergleise des Südrings sowie die Verbindungskurven zur Anhalter Bahn und zur Görlitzer Bahn sind bislang noch nicht elektrifiziert. Zur Elektrifizierung der Strecke und Geschwindigkeitserhöhung auf 80 km/h sowie wegen des vorgeschriebenen Schallschutzes wäre ein Planfeststellungsverfahren notwendig. Dessen Einleitung wurde im März 2015 beantragt, dabei war ein Abschluss der Bauarbeiten bis 2020 geplant, inzwischen verzichtete die Deutsche Bahn jedoch auf die Ausbaumaßnahmen aufgrund der erheblichen Kosten für den Schallschutz.
Im Bereich des ehemaligen Treptower Kreuzes sind die Ferngleise der Ringbahn unterbrochen, eine Umfahrung von Treptower Park nach Neukölln aber in Richtung Schöneweide möglich. Ursächlich dafür sind die in den 1970er Jahren veränderten Gleistrassen, die den Ringschluss der Gütergleise erschweren.
Die Mehrzahl der ehemaligen Ring-Güterbahnhöfe ist stillgelegt beziehungsweise abgebaut worden. Noch in Betrieb ist der Güterbahnhof Neukölln (mit Anschluss an die Neukölln-Mittenwalder Eisenbahn) und der Güterbahnhof Treptow (mit Anschluss an die Industriebahn Berlin).
An den Güterbahnhof Berlin-Moabit ist der Westhafen über ein Anschlussgleis vom Berlin Hamb u Lehrt Bf angebunden (Sägefahrt).

## Seitenäste und Verbindungskurven

Die Südringspitzkehre in Schöneberg, um 1893

### S-Bahn
Von den Ringgleisen der S-Bahn gehen und gingen Seitenäste in folgende Richtungen:
- Von Gesundbrunnen und Schönhauser Allee über Bornholmer Straße in Richtung Pankow und Schönholz
- von Treptower Park und Neukölln nach Baumschulenweg
- von Jungfernheide über Wernerwerk nach Gartenfeld (Siemensbahn, außer Betrieb und teilweise abgebaut. Die Reaktivierung ist für 2029 geplant.[29])
- von Jungfernheide über Siemensstadt-Fürstenbrunn nach Spandau (S-Bahn-Gleise außer Betrieb und abgebaut)
- von Schöneberg und Südkreuz zum Potsdamer Bahnhof (sogenannte Südringspitzkehre, 1944 nach Kriegsschäden unterbrochen und nicht wiederaufgebaut; ein Wiederaufbau wird allerdings perspektivisch in den Planungsoptionen der S21 diskutiert)

Verbindungskurven zwischen der Ringbahn und der Stadtbahn gibt es an den Bahnhöfen Ostkreuz und Westkreuz:
- Die Südringkurve in Ostkreuz wird regelmäßig von der S-Bahn-Linie S9 befahren. Sie wurde im Zuge des Umbaus des Bahnhofs Ostkreuz abgerissen und komplett neu errichtet und war hierzu von August 2009 bis Dezember 2017 gesperrt. Die schon vorher nur stadteinwärts genutzte Haltemöglichkeit am Bahnhof Ostkreuz wurde nicht wieder aufgebaut.
- Die Verbindungskurve von Charlottenburg nach Halensee (Südringkurve) wurde Anfang der 1990er Jahre nur noch eingleisig für Überführungs- und Sonderfahrten wiederaufgebaut. Momentan regelmäßig werktags im Personenverkehr von einigen ein- und aussetzenden Zügen der Linien S41/S42 und S46 genutzt.
- Bis Mai 2006 gab es eine Nordringkurve in Ostkreuz, die im Zuge des Umbaus des Bahnhofs Ostkreuz entfernt wurde. Bereits zuvor konnte nur noch das Gleis von der Ringbahn in Richtung Stadtbahn befahren werden; das Gleis Richtung Ringbahn war bereits gesperrt.
- Bis 1944 gab es eine Verbindung von Charlottenburg nach Westend (Nordringkurve), sie wurde nach Zerstörungen im Zweiten Weltkrieg nicht wieder aufgebaut.

### Fern- und Gütergleise

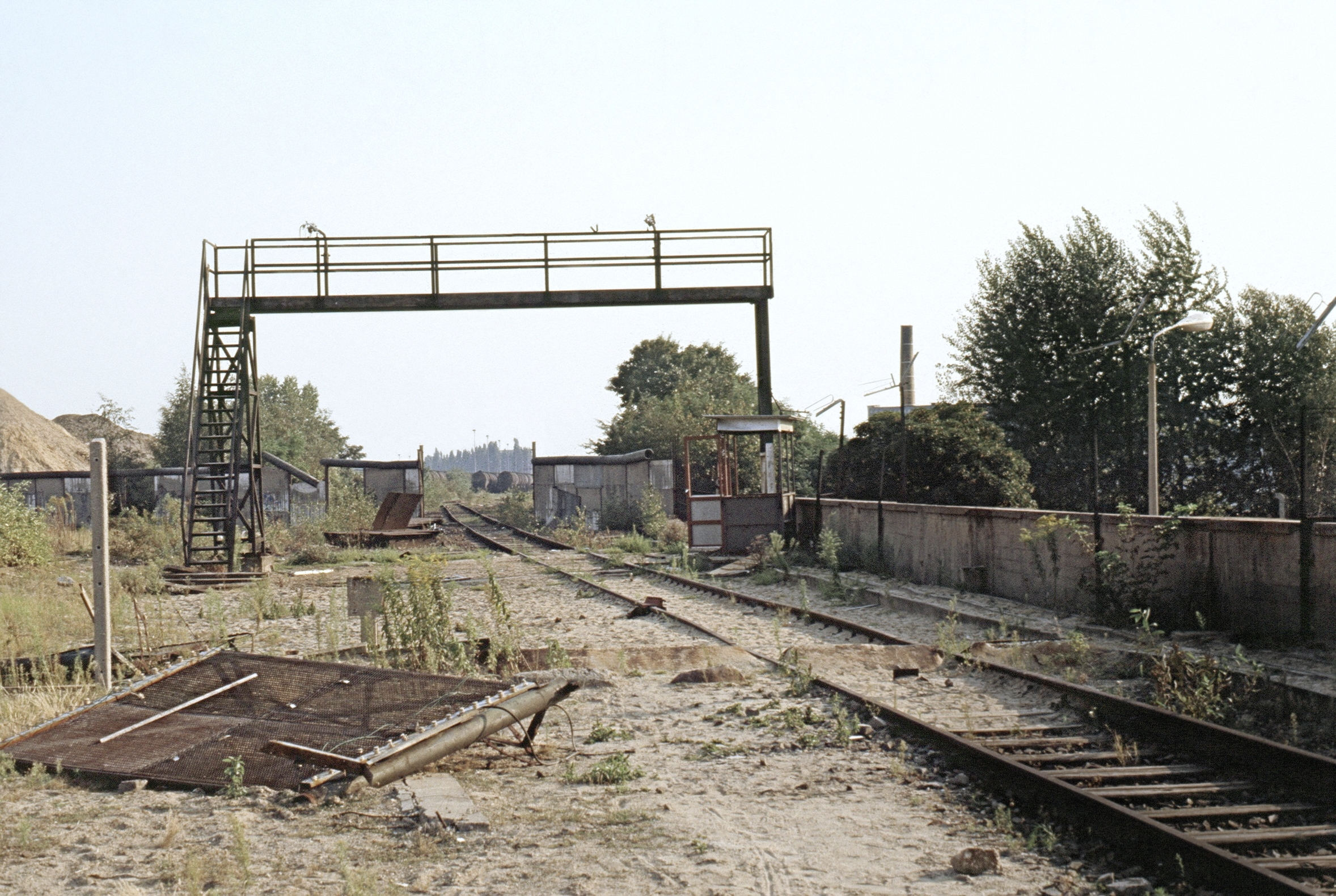
Gleis vom in Neukölln gelegenen Güterbahnhof Treptow (im Hintergrund) in Richtung Görlitzer Bahnhof mit ehemaliger Beschaubrücke, 1990

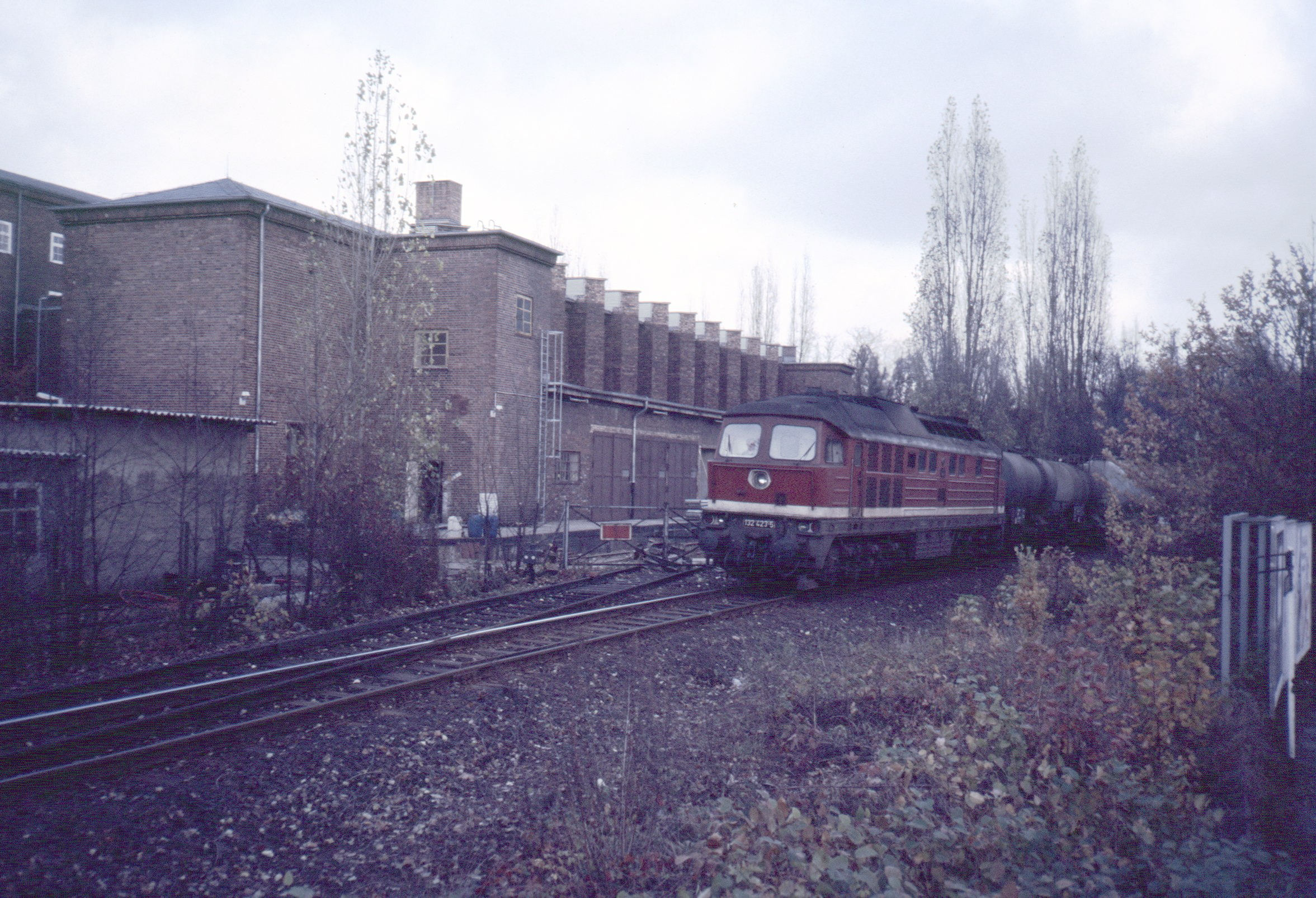
Güterzug auf dem Verbindungsgleis von Halensee nach Grunewald, 1986

Von den Fern- und Gütergleisen der Ringbahn gibt und gab es folgende Verbindungen zu anderen Strecken:
- Im Bahnhof Berlin-Moabit, früher zum Hamburger und zum Lehrter Bahnhof, heute zur Lehrter Bahn in beiden Richtungen und weiter zur Hamburger Bahn bzw. zur Nord-Süd-Fernbahn und zum Hamburger und Lehrter Bahnhof,
- im Bereich Wedding seit 2006 zur Nord-Süd-Fernbahn,
- im Bereich Gesundbrunnen/Schönhauser Allee aus beiden Richtungen zur Stettiner Bahn bzw. Berliner Nordbahn in Richtung Nordosten. Die Verbindung vom Bahnhof Gesundbrunnen zum alten Nordbahnhof (später Bahnhof Berlin Eberswalder Straße) bestand bis 1985 für den Güterverkehr,
- im Bereich Frankfurter Allee/Ostkreuz aus beiden Richtungen über die Bahnstrecke Berlin Frankfurter Allee–Berlin-Rummelsburg zum Bahnhof Berlin-Lichtenberg und zum Betriebsbahnhof Berlin-Rummelsburg,
- im Bereich Treptower Park aus Richtung Norden zur Görlitzer Bahn Richtung Südosten. Die Verbindung vom Görlitzer Bahnhof zur Ringbahn Richtung Südwesten bestand bis 1985 für den Güterverkehr,
- im Bereich Neukölln aus Richtung Westen nach Baumschulenweg zur Görlitzer Bahn,
- im Bahnhof Hermannstraße aus Richtung Osten zur Neukölln-Mittenwalder Eisenbahn,
- im Bereich Tempelhof ein Gütergleis aus Richtung Osten zur Dresdener Bahn Berlin-Marienfelde. Früher gab es auch eine Verbindung von der Ringbahn aus Richtung Osten zum Anhalter Bahnhof,
- im Bereich Südkreuz ein Gütergleis südlich zum Rangierbf. Tempelhof – jetzt Naturpark Südgelände – abgebrochen beim Umbau Südkreuz,
- im Bereich Südkreuz/Schöneberg ein Gütergleis in Richtung Zehlendorf (zurückgebaut im September 2010),
- bei Westkreuz/Halensee aus beiden Richtungen zur Wetzlarer Bahn in Richtung Westen,
- im Bereich Westend aus Richtung Süden nach Spandau.